# Anticentro galattico

Schema della Via Lattea; l'anticentro galattico, visto dalla Terra, è rappresentato dalla parte in alto dell'immagine.

In astronomia, l'anticentro galattico è il punto del cielo che si trova perfettamente in direzione opposta rispetto al centro della Via Lattea; ricade nella parte meridionale della costellazione dell'Auriga. Le coordinate equatoriali sono: RA 05h 46m e Dec +28° 56', mentre secondo il sistema di coordinate galattiche il punto corrisponde a 180°.
L'anticentro galattico è un effetto di prospettiva; l'area di cielo che noi vediamo nell'anticentro galattico è riferibile solo al nostro Sistema Solare: da altri punti della nostra Galassia, l'anticentro corrisponderà infatti ad aree galattiche sempre diverse, ma con la caratteristica univoca di trovarsi sempre in direzione opposta al centro galattico, rispetto alla posizione dell'osservatore.
Dalla Terra, in direzione dell'anticentro galattico si trova il Braccio del Cigno.